# Moderne/L'Espionne Aimait La Musique
Moderne/L'Espionne Aimait La Musique är ett samlingsalbum av det franska synth/elektroniska bandet Moderne. Alla låtar från de två albumen Moderne och L'Espionne Aimait La Musique finns med i en remastrad version.

## Låtlista
| Indicatif            | 3:49 |
| Séduction            | 2:42 |
| Histoire Ordinaire   | 3:59 |
| Electronique         | 4:41 |
| Vers L'Est           | 5:00 |
| Rock'n Roll Stars    | 3:29 |
| Sans Signalement     | 6:42 |
| Switch On Bach       | 3:05 |
| Mercenaire Solitaire | 3:40 |
| Judo-O-Dojo          | 3:37 |
| La Romance           | 4:01 |
| Qu'Elle Me Caresse   | 3:27 |
| Eldorado             | 3:27 |
| Video Idéale         | 4:07 |
| L'Homme D'Affaires   | 3:28 |
| Dilemma              | 4:09 |
| Mode                 | 3:13 |